# Limburg (Lahn)
Limburg (Lahn) – stacja kolejowa w Limburgu, w kraju związkowym Hesja, w Niemczech. Znajdują się tu 3 perony.